# Грузинский календарь
Грузинский календарь состоит из 12 месяцев. В нём используются как традиционные старинные наименования месяцев, так и современные. Год по грузинскому старинному календарю  начинается традиционно с месяца, соответствующего сентябрю.

## Наименования месяцев[1]
| Месяц    | Грузинское старинное имя | Транслитерация старинного имени | Перевод                | Грузинское современное имя | Транслитерация современного имени |
| -------- | ------------------------ | ------------------------------- | ---------------------- | -------------------------- | --------------------------------- |
| январь   | აპნისი                   | апниси                          | месяц воды             | იანვარი                    | ианвари                           |
| февраль  | სურწყუნისი               | суртскуниси                     | месяц божественных вод | თებერვალი                  | тебервали                         |
| март     | მირკანი                  | миркани                         | месяц Митры            | მარტი                      | марти                             |
| апрель   | იგრიკა                   | игрика                          | месяц солнца           | აპრილი                     | априли                            |
| май      | ვარდობისთვე              | вардобистве                     | месяц роз              | მაისი                      | маиси                             |
| июнь     | თიბათვე                  | тибатве                         | месяц сенокоса         | ივნისი                     | ивниси                            |
| июль     | მკათათვე                 | мкататве                        | месяц урожая           | ივლისი                     | ивлиси                            |
| август   | მარიამობისთვე            | мариамобистве                   | месяц Богородицы       | აგვისტო                    | агвисто                           |
| сентябрь | ახალწლისა ენკენისთვე     | ахалцлиса энкенистве            | месяц Нового года      | სექტემბერი                 | сектембери                        |
| октябрь  | ღვინობისთვე              | гвинобистве                     | месяц вина             | ოქტომბერი                  | октомбери                         |
| ноябрь   | გიორგობისთვე             | гиоргобистве                    | месяц Святого Георгия  | ნოემბერი                   | ноэмбери                          |
| декабрь  | ქრისტეშობისთვე           | кристешобистве                  | месяц Рождества        | დეკემბერი                  | декембери                         |

## Циклы
В старинном грузинском календаре каждый цикл под названием «короникон» или «хороникон» (груз. ქორონიკონი) состоит из 532 лет (28 лет умножаются на лунный цикл 19 лет), когда повторяется чередование дней недели, месяцев и лет. 12-й цикл закончился в 780 году, а 13-й цикл начался в 781 году, отсюда в 1313 году начался 14-й цикл. Упоминания о хорониконе можно найти в старинных документах и на монетах. Как правило, год хороникона упоминается перед годом от сотворения мира в документах.